# Prionella beauvoisii
Prionella beauvoisii är en tvåvingeart som beskrevs av Robineau-desvoidy 1830. Prionella beauvoisii ingår i släktet Prionella och familjen fläckflugor. Inga underarter finns listade i Catalogue of Life.